# Distretto di Babək
Il distretto di Babək (in azero: Babek rayon) è un distretto dell'Azerbaigian. Il suo capoluogo è Babək.